# Lezhi
Lezhi, tidigare romaniserat Lochih, är ett härad som lyder under Ziyangs stad på prefekturnivå i Sichuan-provinsen i sydvästra Kina.
Lezhi är den kommunistiske generalen Chen Yis hemort och sedan 2006 är hans gamla hem museum (Chen Yi guju 陈毅故居).